# Wirtschaftssektor

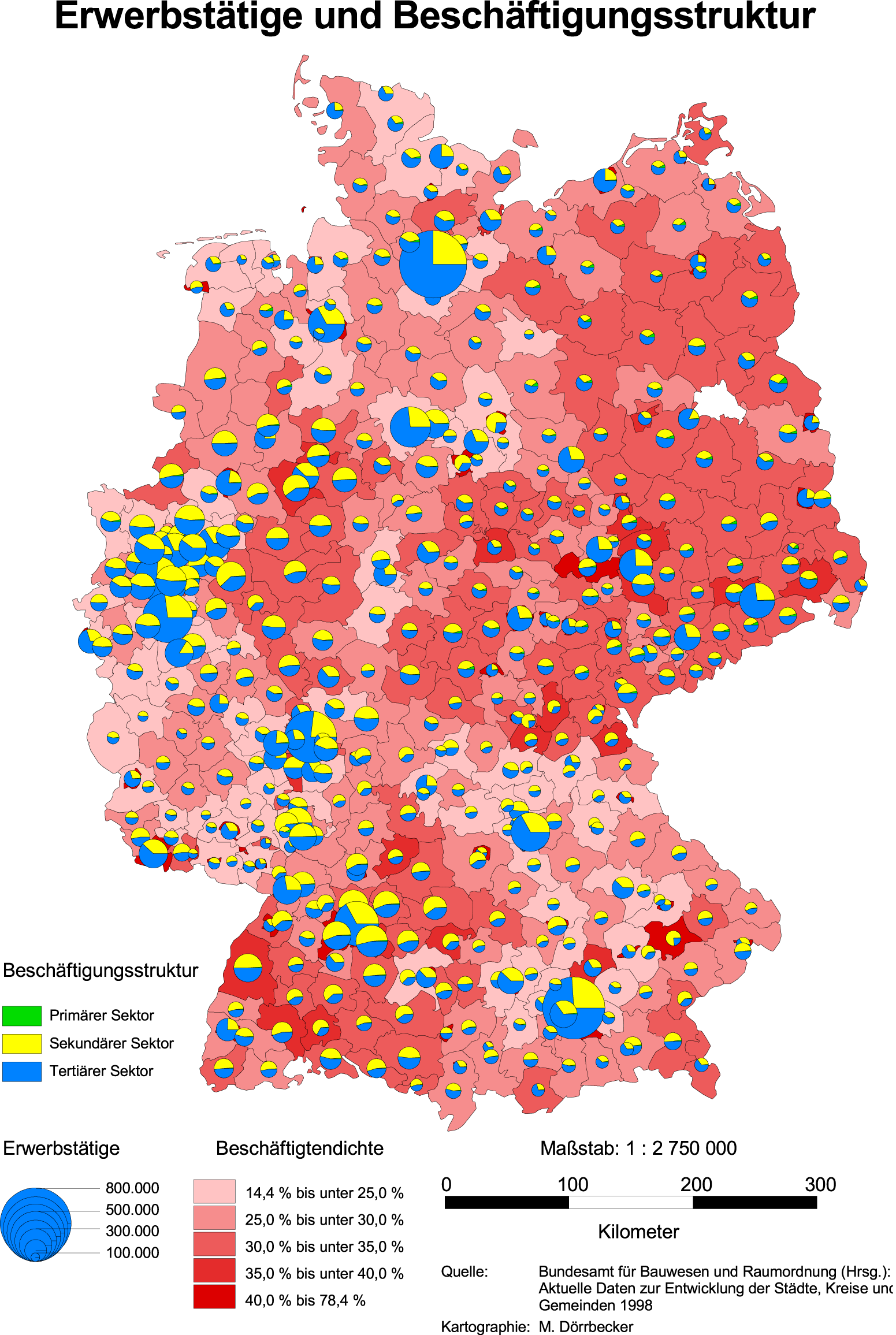
Regionale Unterschiede in der Beschäftigungsstruktur nach Wirtschaftssektoren am Beispiel Deutschland im Jahr 1997

Bruttoinlandsprodukt (in Milliarden Euro) nach Wirtschaftssektoren am Beispiel Österreich (1976–2011)
Primärsektor
Sekundärsektor
Tertiärsektor

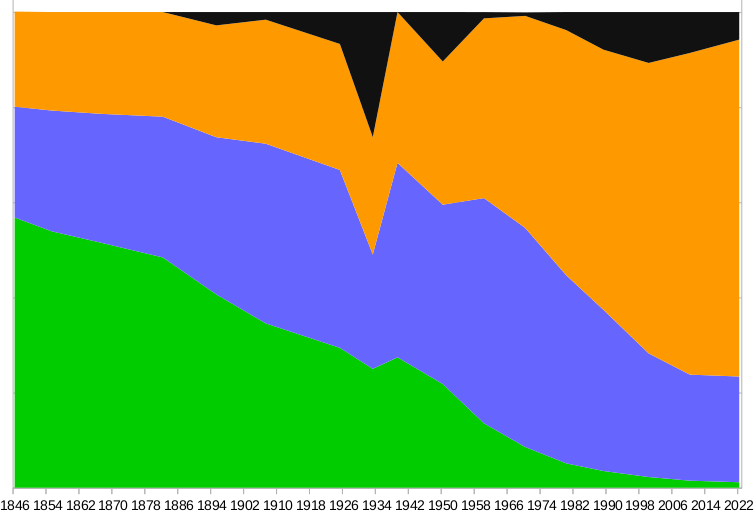
Beschäftigung nach Sektoren in Deutschland von 1846 bis 2022 (1945 bis 1990: nur Westdeutschland).
Primärsektor
Sekundärsektor
Tertiärsektor
Arbeitslosigkeit

Als Wirtschaftssektoren werden in der Wirtschaftswissenschaft zumeist die Urproduktion (sogenannter primärer Sektor), die Industrie und das Gewerbe (sogenannter sekundärer Sektor) und die Dienstleistungen (sogenannter tertiärer Sektor) bezeichnet.

## Allgemeines
Nach der traditionellen Drei-Sektoren-Hypothese der Volkswirtschaftslehre gibt es neben der Urproduktion noch den Sekundärsektor, der die Vorleistungsgüter der Urproduktion weiterverarbeitet (Industrie und verarbeitendes Gewerbe, Handwerk) und den Tertiärsektor, der als Dienstleistungssektor alle Dienstleistungen bereitstellt, die in Unternehmen oder durch den Staat sowie in anderen öffentlichen Einrichtungen erbracht werden. Zuweilen wird die Einteilung erweitert um den Quartärsektor und Quintärsektor.

## Primärsektor (Urproduktion)
Dieser Sektor wird auch Urproduktion genannt. Die Urproduktion liefert zumeist die Rohstoffe für ein Produkt. Zu diesem Sektor gehören z. B. der Anbau und die Ernte landwirtschaftlicher Erzeugnisse, die Holzernte in der Forstwirtschaft, der Fischfang, das Erlegen von Wild bei der Jagd, das Schlachten von Vieh, die Nutzung von Wasserkraft. Die Einordnung des Bergbaus in den Primärsektor ist umstritten, obwohl auch dieser Sektor unverfeinerte Rohstoffe liefert. Es kann zwischen einer engeren und einer weiteren Definition des Primärsektors unterschieden werden. Gemäß der engeren Definition der Wirtschaftsstruktur würden nur Land-, Forstwirtschaft und Fischerei dem Primärsektor zugeordnet, nach der weiteren Definition auch der Bergbau. In den meisten Entwicklungsländern ist der Anteil der Bevölkerung, der im primären Wirtschaftssektor arbeitet, wesentlich höher als in den Industrienationen. Es gibt grundsätzlich eine inverse Korrelation zwischen dem Anteil der Beschäftigten im Primärsektor und dem Entwicklungsstand eines Staates. Der Primärsektor stellt die Grund- bzw. Rohstoffe her, die der sekundäre Sektor weiterverarbeitet.

## Sekundärsektor (Industrieller Sektor, Produktion)
Der Sekundärsektor umfasst das produzierende Gewerbe einer Volkswirtschaft, d. h. den Sektor, der für die Verarbeitung von Rohstoffen zuständig ist. Dazu zählen etwa das verarbeitende Gewerbe, die Industrie, das Handwerk (handwerkliche Produktion), die Energiewirtschaft, die Energie- und Wasserversorgung, zumeist auch das Baugewerbe. Als Synonym wird der Begriff des industriellen Sektors verwendet. Der Bergbau wird ebenfalls teilweise dem Sekundärsektor zugeordnet.
Charakteristisch für den Sektor ist die Weiterverarbeitung von Gütern aus dem Primärsektor, wodurch er materialintensiv ist. Durch den Produktionsprozess mittels Einsatz von Investitionsgütern ist er kapitalintensiv.

## Tertiärsektor (Dienstleistungssektor)
Der Tertiär- oder Dienstleistungssektor umfasst alle Dienstleistungen, die in eigenständigen Unternehmen oder durch den Staat sowie in anderen öffentlichen Einrichtungen erbracht werden.
Aufgrund der volkswirtschaftlich bedeutenden Tätigkeit werden gewisse Zweige des Tertiärsektors oft separat aufgeführt. Dies betrifft in der Regel die Bereiche Handel, Verkehr und öffentliche Haushalte. Sinnvoll ist diese Untergliederung insbesondere für dienstleistungsintensive Standorte.

## Quartärsektor (Informationssektor)
Es gibt unterschiedliche Definitionen für den quartären Sektor (auch Quartärsektor oder Informationssektor), meist wird die Wirtschaft jedoch nur in drei Sektoren eingeteilt. Jean Gottmann definierte 1961 die in diesen Sektor fallenden Tätigkeiten als Tätigkeiten aus dem Bereich des tertiären Sektors, die besonders hohe intellektuelle Ansprüche stellen und ausgeprägte Verantwortungsbereitschaft erfordern.
Hierunter fallen insbesondere:
- Beratung: Ingenieure, Rechtsanwälte, Wirtschaftsberater, Steuerberater, Heil- und Erziehungs- und Bildungsberufe.
- IT-Dienstleistungen
- Hochtechnologie (High Tech) wie Nanotechnologie, Biotechnologie usw.
- Kommunikationstechnik

Mitunter werden unter dem Begriff Quartärer Sektor auch alleine die zurzeit rasch expandierenden Informationsdienstleistungen subsumiert, also alle Branchen, die sich mit Erstellung, Verarbeitung und Verkauf von Informationen (Daten und Wissen) beschäftigen. So gehen einige Wirtschaftsforscher auch davon aus, dass sich die westlichen Dienstleistungsgesellschaften zu Informationsgesellschaften (Wissensgesellschaft) entwickeln.
Eine weitere Definition sind für den quartären Sektor Dienste, die im Bereich Freizeit und Unterhaltung erbracht werden und somit trägt es dem rasch wachsenden Wirtschaftssektor besonders Rechnung.
Hans Linde verstand unter dem quartären Sektor 1977 Dienstleistungen, die nicht durch marktwirtschaftliche Prinzipien gelenkt, sondern politisch reguliert werden (Staatliche Dienstleistungen).

## Quintärsektor
Selten wird in Fachliteratur auch ein Quintärsektor definiert, der die Bereiche Entsorgungswirtschaft, Tourismus, Freizeitgestaltung, Wellness und Gesundheitswesen umfasst. Es ist ein großer Sektor, denn bereits die Entsorgungswirtschaft setzt sich zusammen aus Müllabfuhr, Schrottplätzen, Kläranlagen und Recyclinganlagen, die ansonsten laut NACE dem sekundären Sektor zugeordnet sind. Die Bereiche Tourismus, Freizeitgestaltung, Wellness und Gesundheitswesen als Teile des Quintären Sektors werden sonst dem Dienstleistungssektor (tertiärer Sektor) zugerechnet.

## Statistik
Ausgewählte Zahlen aus den Fischer Weltalmanachen 2008 und 2012.
| Land                          | Primärsektor | Sekundärsektor | Tertiärsektor |
| ----------------------------- | ------------ | -------------- | ------------- |
| Deutschland (2010)            | 2,1 %        | 24,4 %         | 73,5 %        |
| Österreich (2010)             | 4,3 %        | 26,9 %         | 68,8 %        |
| Schweiz (2010)                | 3,4 %        | 22,8 %         | 73,8 %        |
| USA (2007)                    | 1,4 %        | 21,0 %         | 78,0 %        |
| Vereinigtes Königreich (2010) | 1,9 %        | 18,7 %         | 79,4 %        |
| Japan (2007)                  | 4,0 %        | 28,0 %         | 67,0 %        |
| Guatemala (2002)              | 39,0 %       | 20,0 %         | 38,0 %        |
| Botswana (2005)               | 2,0 %        | 53,0 %         | 45,0 %        |